# Nemška vas, Krško
Nemška vas este o localitate din comuna Krško, Slovenia, cu o populație de 34 de locuitori.